# 6e Landingsflottielje
Het 6e Landingsflottielje (Duits: 6. Landungsflottille) was een operationele eenheid van de Duitse Kriegsmarine tijdens de Tweede Wereldoorlog. Zo’n flottielje was normaal uitgerust met onder andere 20 tot 30 stuks van de Marinefährprahm. 

## Geschiedenis

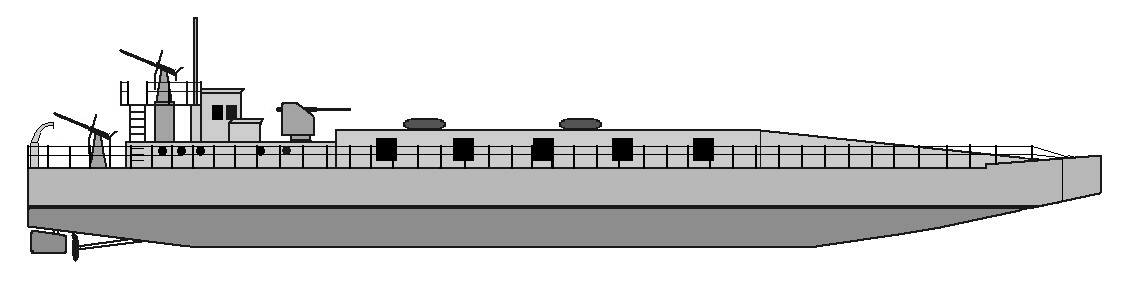
De standaarduitrusting: de Marinefährprahm

### 1e Oprichting
Het flottielje werd opgericht in juni 1943 in Toulon en uitgerust met verschillende MFP's die volledig werden geassembleerd op scheepswerven in Zuid-Frankrijk. In juli 1943 werd het flottielje verplaatst naar Piraeus en omgedoopt tot het 15e Landingsflottielje.

### 2e Oprichting
Het 6e Landingsflottielje werd opnieuw opgericht door het omdopen van het 22e Landingsflottielje. Het flottielje was gestationeerd in Hammerfest en voerde transportmissies uit tussen Narvik en Petsamo en veiligheidstaken onder het bevel van Seekommandanten Hammerfest. In september 1944 werden delen van het flottielje gebruikt om het 8e Landingsflottielje in Tromsø op te richten. Vanaf september 1944 werd het flottielje toegewezen aan de Landungs-Einsatzstab Polarküste om Noord-Finland en het Noorse Lappmarken te evacueren. Naast transport over korte afstanden langs de kust en retourlandingen vanaf de eilanden voor de kust, werden MFP's ook gebruikt voor de veerdienst over de Alta- en Kvænangsfjorden. Bovendien waren boten in de Altafjord betrokken bij de luchtafweerbescherming voor de Tirpitz. In november 1944 werden boten van het flottielje gebruikt om het eiland Sørøya te ontruimen. In januari 1945 verhuisde het flottieljehoofdkwartier naar Harstad. Dit werd gevolgd door verdere transportmissies om bepaalde troepeneenheden uit het Narvik-gebied terug naar het Reich over te brengen via Namsos of Trondheim. 

### Einde
Het 6e Landingsflottielje capituleerde op 8 mei 1945 in Noorwegen. Na de overgave bleef het flottielje nog een tijdje onder Brits bevel en voor de Noorse autoriteiten opereren.

## Commandanten
| Rang            | Naam                | Begin          | Eind           |
| --------------- | ------------------- | -------------- | -------------- |
| Kapitänleutnant | Werner Breitenstein | juni 1943      | juli 1943      |
| Kapitänleutnant | Werner Breitenstein | juni 1944      | september 1944 |
| Kapitänleutnant | Wilhelm Bretthorst  | september 1944 | mei 1945       |